# Ophidiotrichus vindobonensis
Ophidiotrichus vindobonensis är en kvalsterart som beskrevs av Piffl 1961. Ophidiotrichus vindobonensis ingår i släktet Ophidiotrichus och familjen Oribatellidae. Inga underarter finns listade i Catalogue of Life.